# Clédat
Pour les articles homonymes, voir Clédat (homonymie).
Clédat est un village abandonné situé sur la commune française de Grandsaigne dans le département de la Corrèze. Propriété d'un syndicat de trois communes : Bonnefond, Grandsaigne et Pradines ; il est depuis 2001 en voie de réhabilitation pour devenir un lieu de patrimoine, de randonnée et d’animations liées à la nature.

## Localisation
Ce village abandonné est situé à 6 km au nord-est de Grandsaigne. Clédat est accessible par Bonnefond et Grandsaigne, par une longue piste carrossable qui serpente au milieu des bois. Clédat est installé au pied du puy de la Fageolle, face à la vallée de la Corrèze. Ses maisons sont éparpillées parmi de gros blocs rocheux qui semblent surgis du sol. Cet ensemble pittoresque est en fait le résultat d’une intense érosion qui a dégagé du sous-sol des blocs de granite. Il est maintenant cerné par la forêt domaniale de Larfeuil, ce qui ajoute à son mystère.

## Histoire

### Moyen Âge
L’existence du village de Clédat est attestée dès le XIIe siècle. Signalée dès 1164 dans une bulle du pape Alexandre III, la petite chapelle romane Sainte Magdeleine aurait été associée à la "Maison des Pauvres", hospice fondation du prieuré-hôpital Saint Géraud de Limoges. À la tête de ce domaine, un prêtre, un clerc gérait le domaine agricole, et une « domina » chargée de l’hébergement et des soins. Le village s’est petit à petit étendu autour de la chapelle, devenant au fil des siècles un relais pour voyageurs et pèlerins entre les hauteurs du plateau de Millevaches et le pays de Tulle. À l’époque, les déplacements se faisaient majoritairement à pied, et le village était situé au milieu d’un chemin de long parcours entre Saint-Yrieix et Perols. À cette communauté religieuse se sont ajoutés des laïcs, qui firent don de leurs biens et s’engagèrent pour la communauté. Clédat vécut un bel essor jusqu’au milieu du XIIIe siècle, et la chapelle resta une paroisse jusqu’au XVIIe. Les premiers itinéraires en vallée détournèrent ensuite les voyageurs et la fréquentation de Clédat chuta drastiquement. Le village fut alors transformé en prieuré.
Le village s’est maintenu après l’abandon du chemin et la disparition de l’hospice et son rôle d’accueil s’est poursuivi, car la chapelle et une “bonne fontaine” dédiées à sainte Magdeleine ont été un lieu de pèlerinage jusqu’au milieu du XXe siècle.

### XVIIIeetXIXesiècles

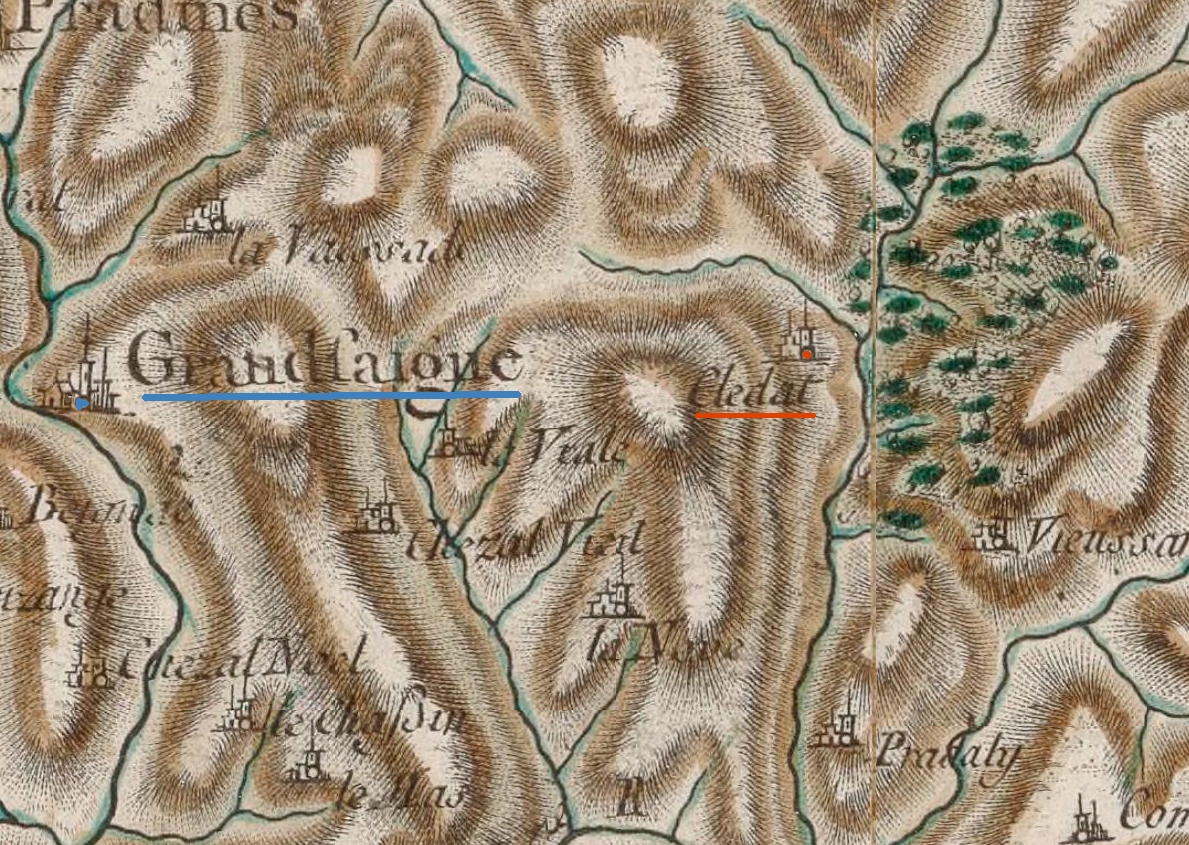
Carte de Cassini (vers 1750)
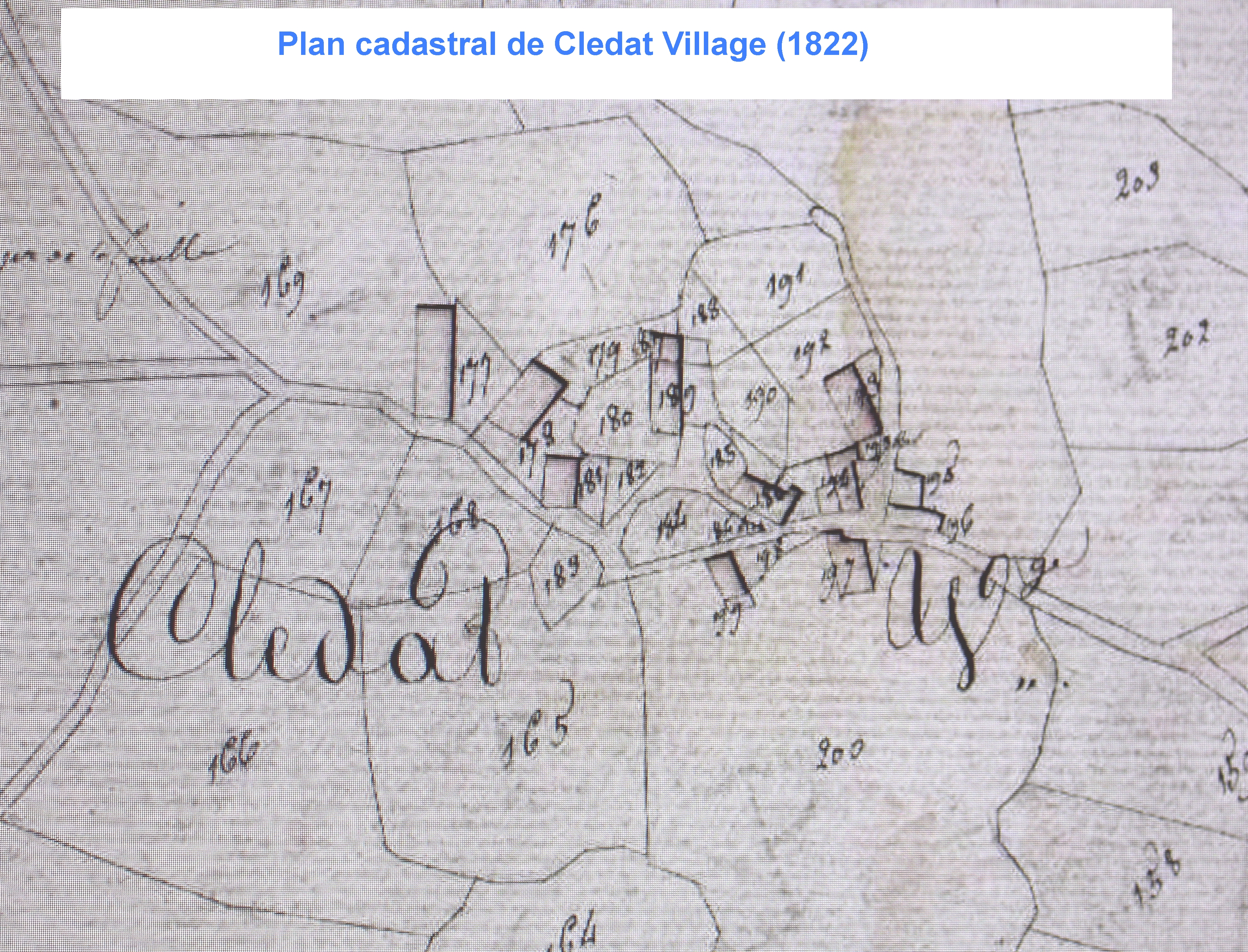
Plan cadastral de Clédat en 1822.

La carte de Cassini montre qu'au XVIIIe siècle, Clédat était un hameau situé à l'ouest d'une importante forêt.

C'est le curé de la paroisse de Grandsaigne qui enregistrait les actes de naissance, mariage et décès de Clédat:

« Baptême de Clédat 
    Jean fougeras fils légitime de Charles et de Margueritte Vaysse pauvres du village de Clédat a été baptisé le 23 avril 1747… »

Le plan cadastral de 1822 montre que le hameau qui comporte dix bâtiments est traversé d'ouest en est par un chemin venant de Grandsaigne et allant vers Bonnefond ; au centre, est figurée une place au milieu de laquelle est écrit le mot église.

### Seconde Guerre mondiale: un haut-lieu de la Résistance corrézienne
Fin 1943, les maquisards de la 432e compagnie de FTP s'installent aux Bordes, en contrebas du village. Le groupe de 25 résistants sera attaqué par les Allemands le 4 mai 1944 ; deux seront tués, trois faits prisonniers et déportés, les autres pourront s'enfuir.

### Abandon définitif
Le recensement de 1901 montre que le hameau comptait 37 habitants (en 2007, la commune de Grandsaigne ne compte plus que 47 habitants dans les 6 hameaux) répartis dans 6 habitations, dont probablement une ferme de 11 habitants appartenant aux époux Lagoubie-Sénéchaux avec leurs enfants, un domestique et une servante.
En 1963, le village, à l’écart des routes modernes, et où le relief ne permettait pas la mécanisation de l’agriculture fut abandonné par ses habitants poussés par l’isolement et le manque de commodités, laissant place à la forêt.

### Renaissance du village
À partir de 1998, l’association « Renaissance des Vieilles Pierres », dédiée à la mise en valeur du patrimoine local, entreprend de redonner vie au village. Un important travail de recherche d’archives et de témoignages est réalisé afin de comprendre l'organisation de Clédat et d’en retracer les plans d'antan.
Le village renaît véritablement en 2001, avec la restauration de la chapelle Sainte-Magdeleine et, au fil des années, la chaumière, le four à pain. Certaines ruines des maisons d'autrefois parmi les rochers sont consolidées.

### Clédat auXXIesiècle
Clédat est aujourd’hui un but de promenade familiale, tout au long de l’année, pour des visiteurs en nombre croissant, attirés par l’étrangeté du lieu – un village abandonné au cœur d’une forêt domaniale de 1 000 ha – au milieu d’un chaos rocheux dominant la vallée de la Corrèze.
Le village présente un certain nombre de vestiges en partie restaurés, témoignages du mode de vie rural des siècles passés : 
- la chapelle Sainte-Magdeleine du XIIe siècle,
- un four à pain,
- une grange à outils,
- une chaumière,
- la fontaine du village,
- la « bonne fontaine » dont l’eau aurait, selon la croyance populaire, des vertus curatives.

Des sculptures de l’artiste meymacois Michel Kirsch parsèment le site.
L’événement central est la Fête des Roses, résurgence d’une très ancienne procession moyenâgeuse à la Sainte-Magdeleine, patronne de la « bonne fontaine » et de la chapelle.

## Galerie photographique

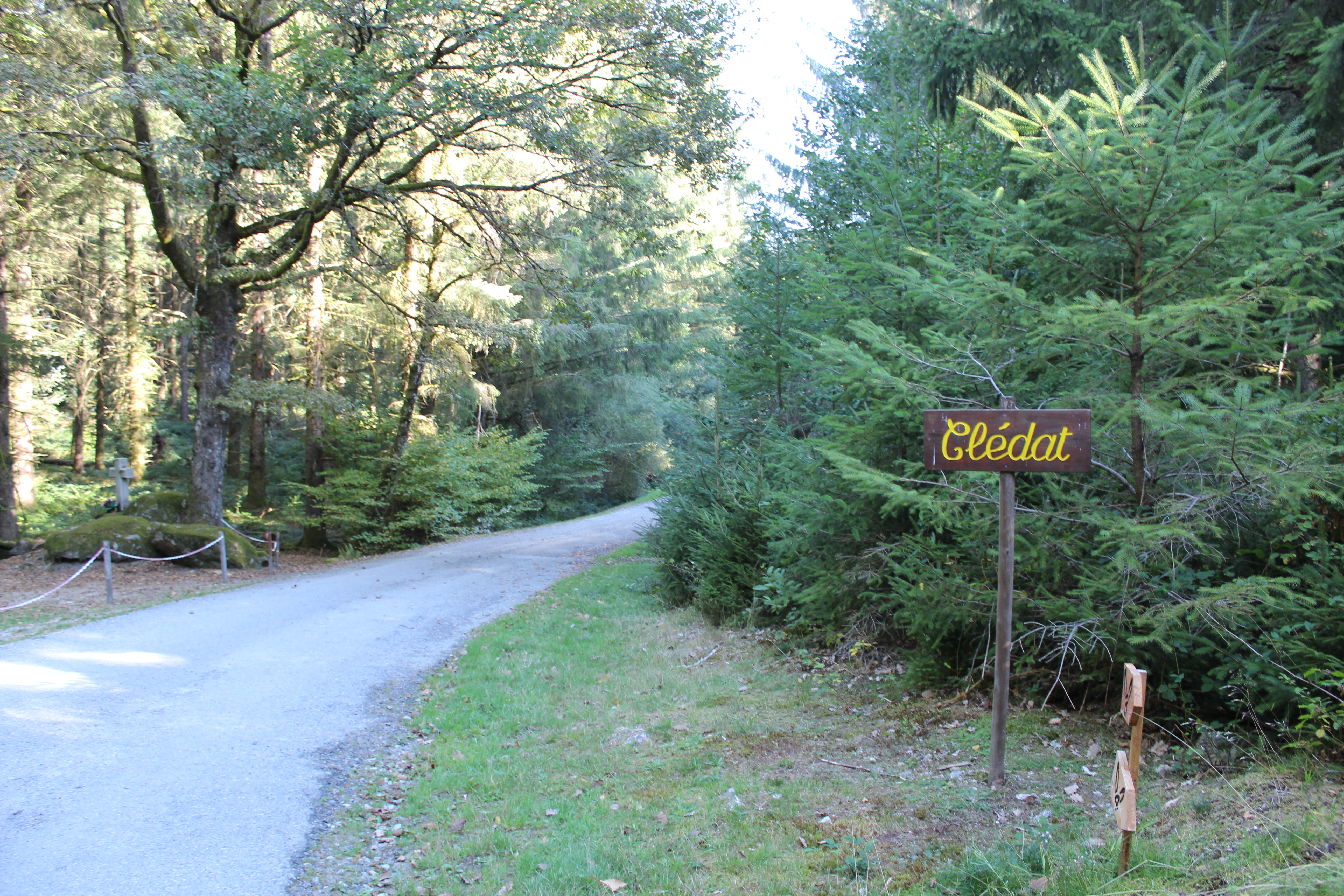
Entrée du village.
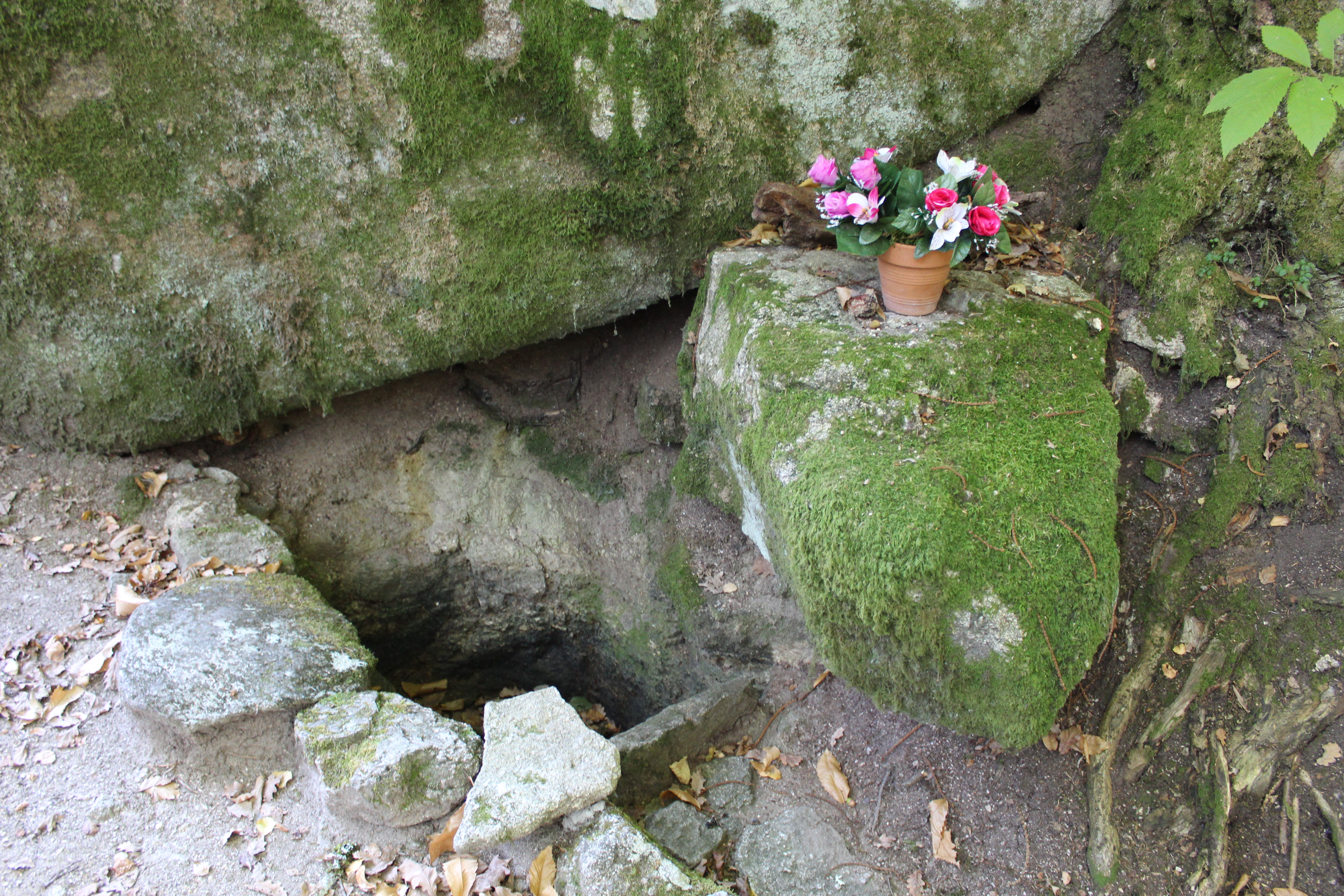
La fontaine Sainte-Magdeleine
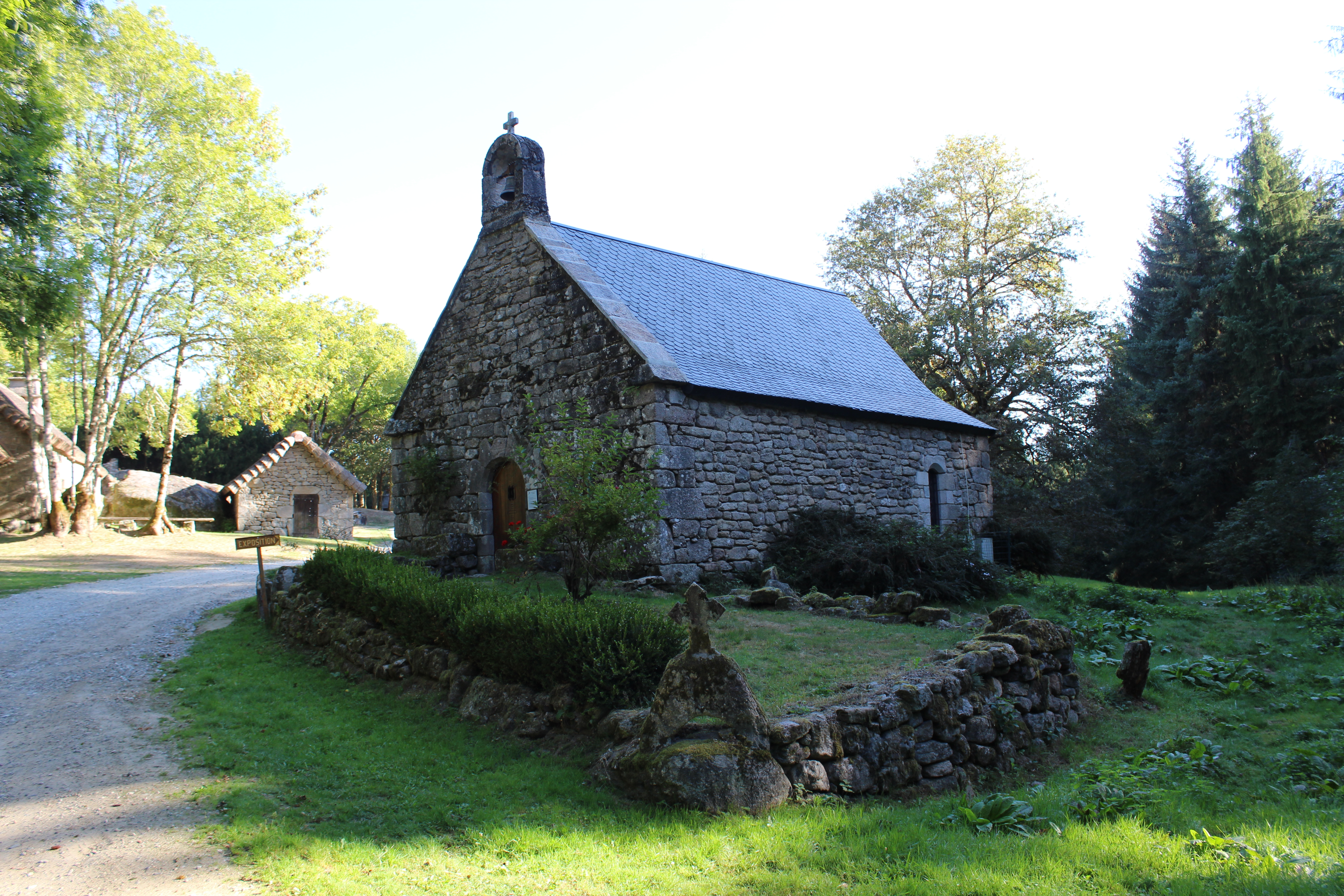
La chapelle Sainte-Magdeleine.
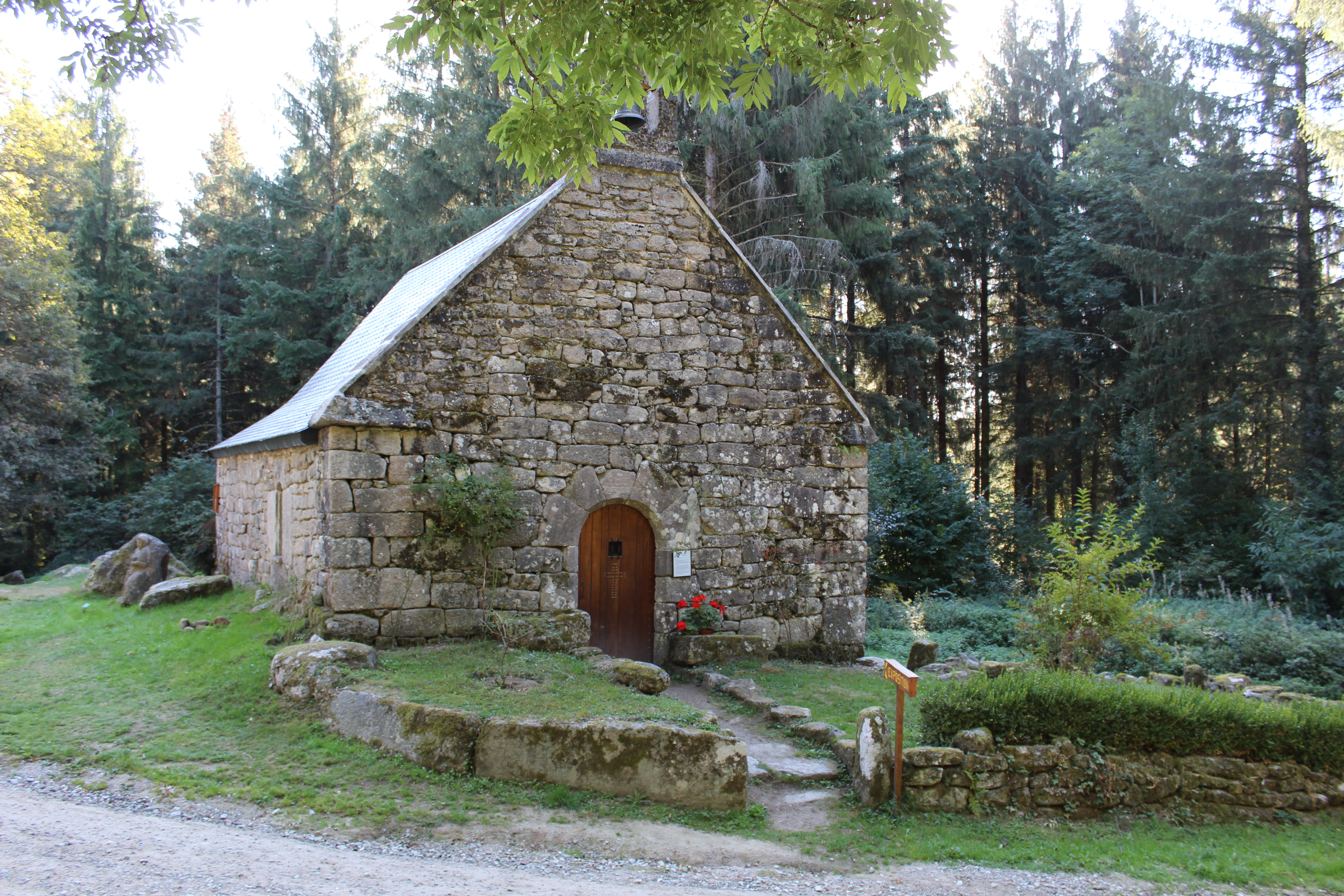
La chapelle Sainte-Magdeleine.
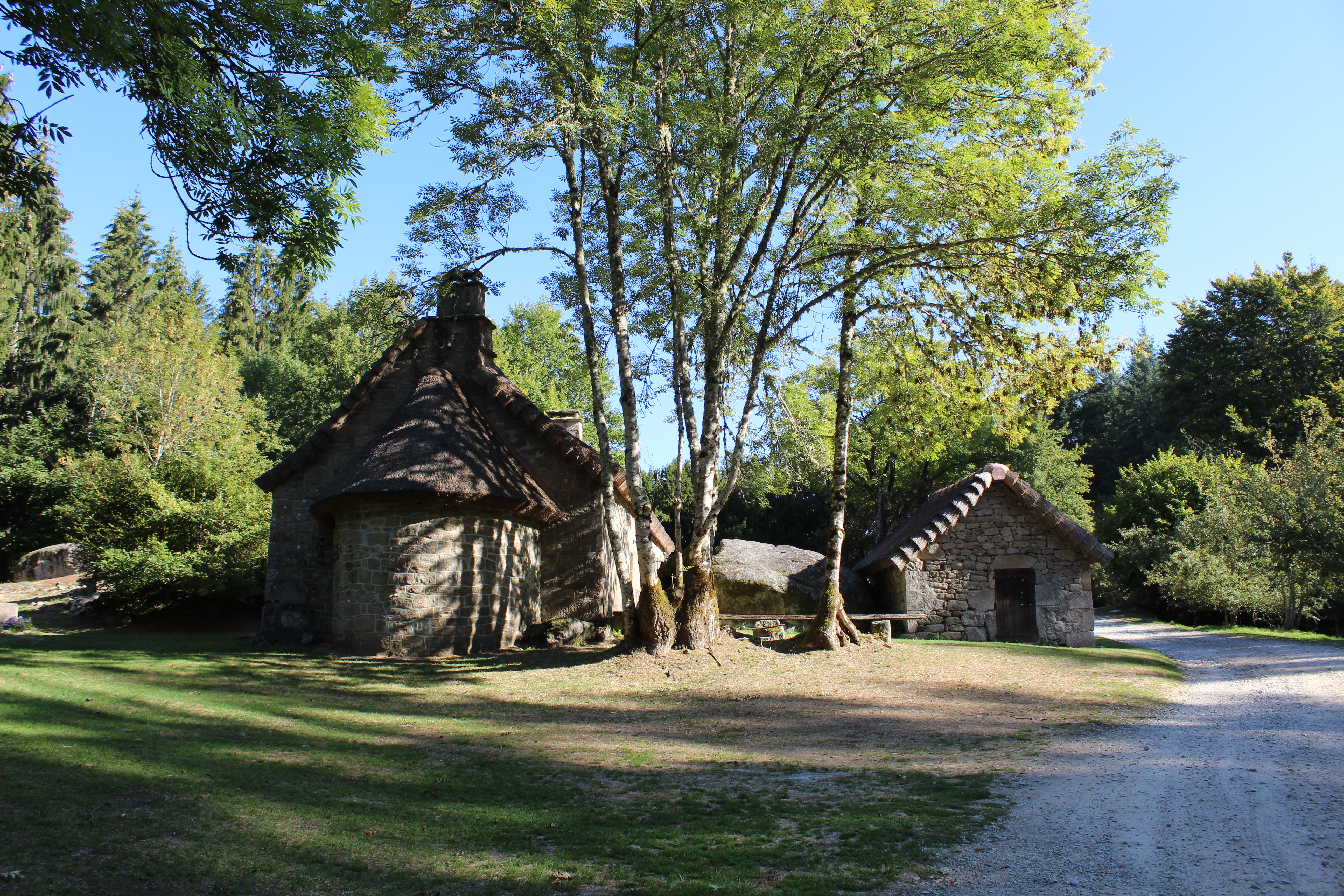
La chapelle Sainte-Magdeleine.
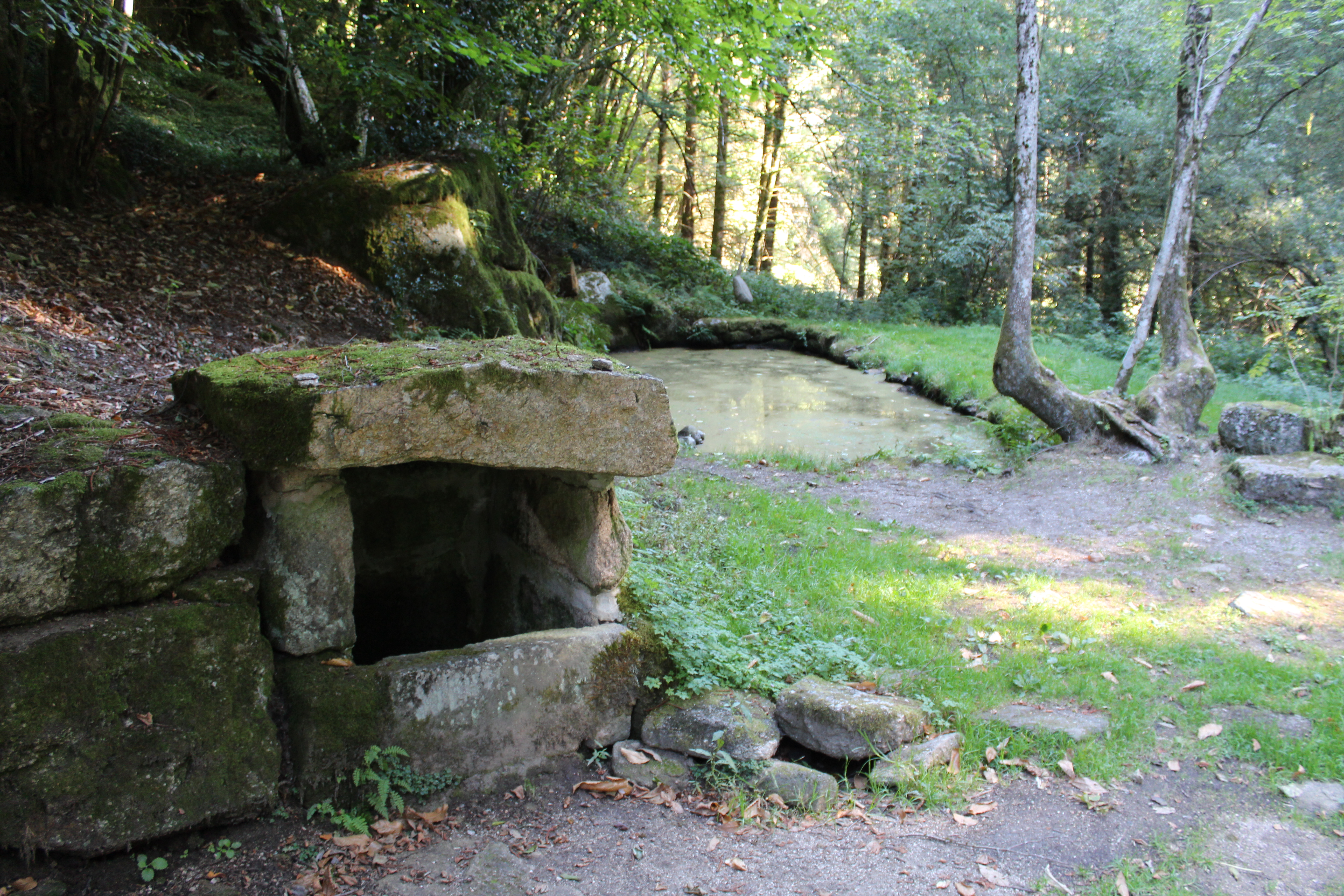
La fontaine qui alimentait le village en eau potable.
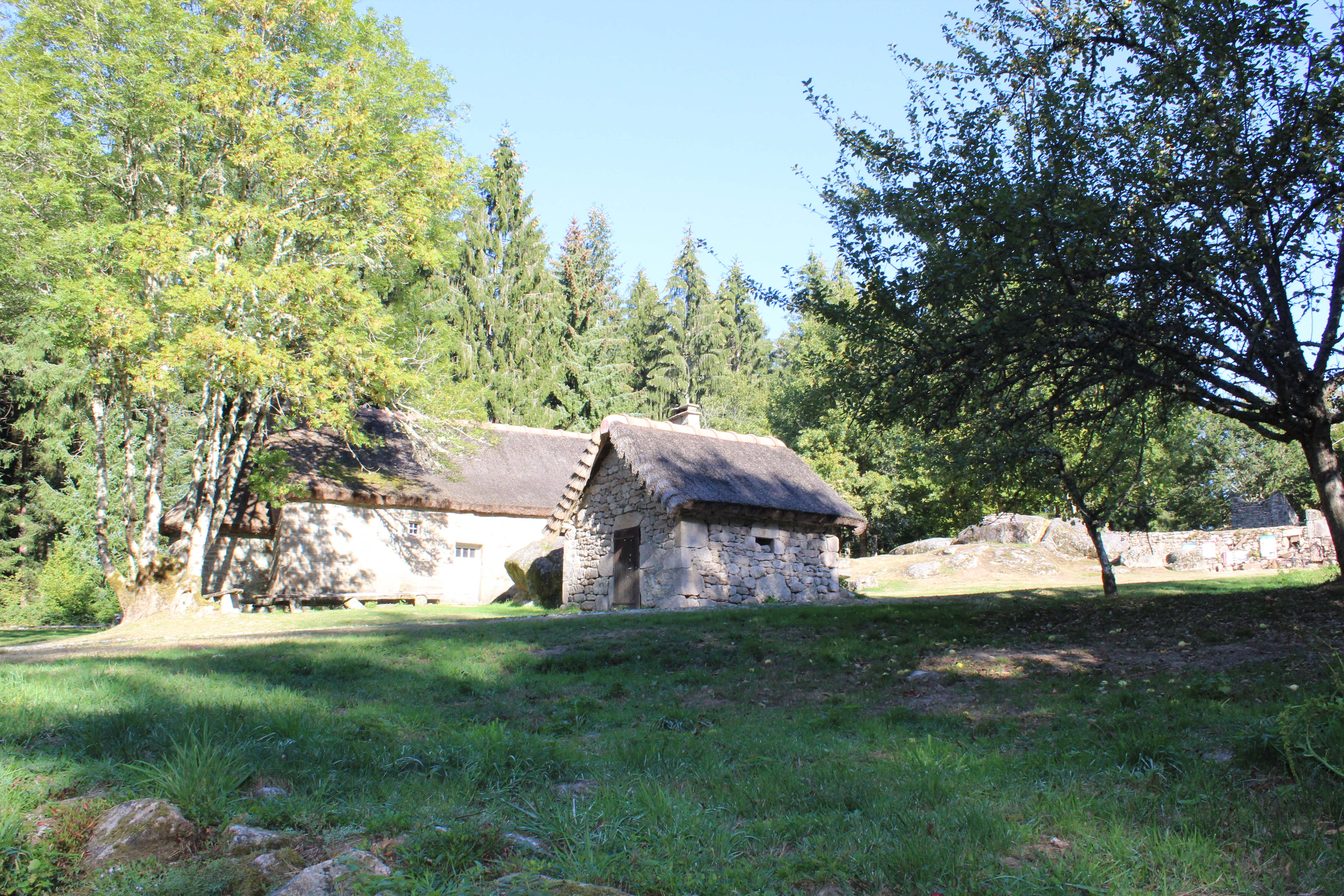
Vue du village.
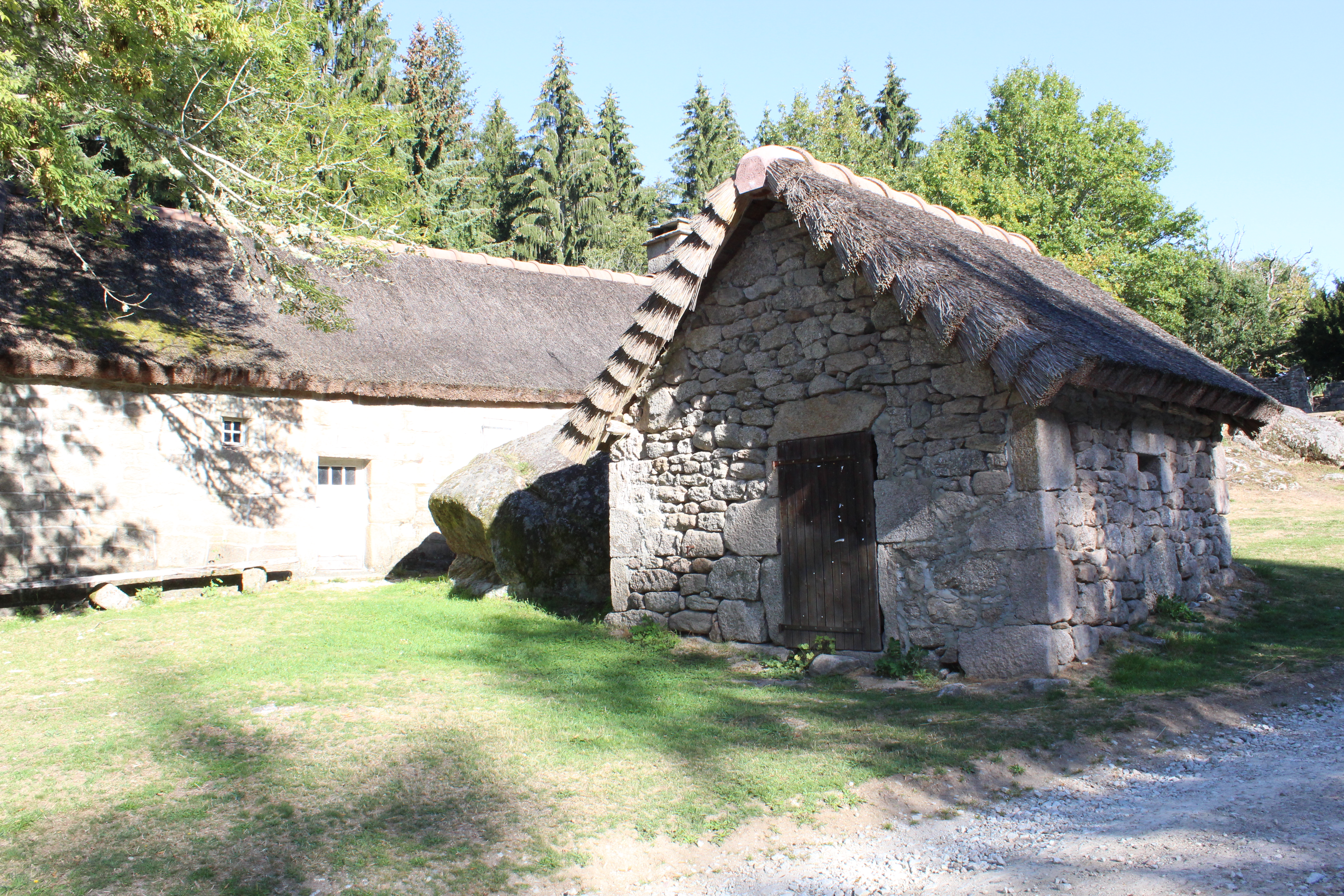
Vue du village.
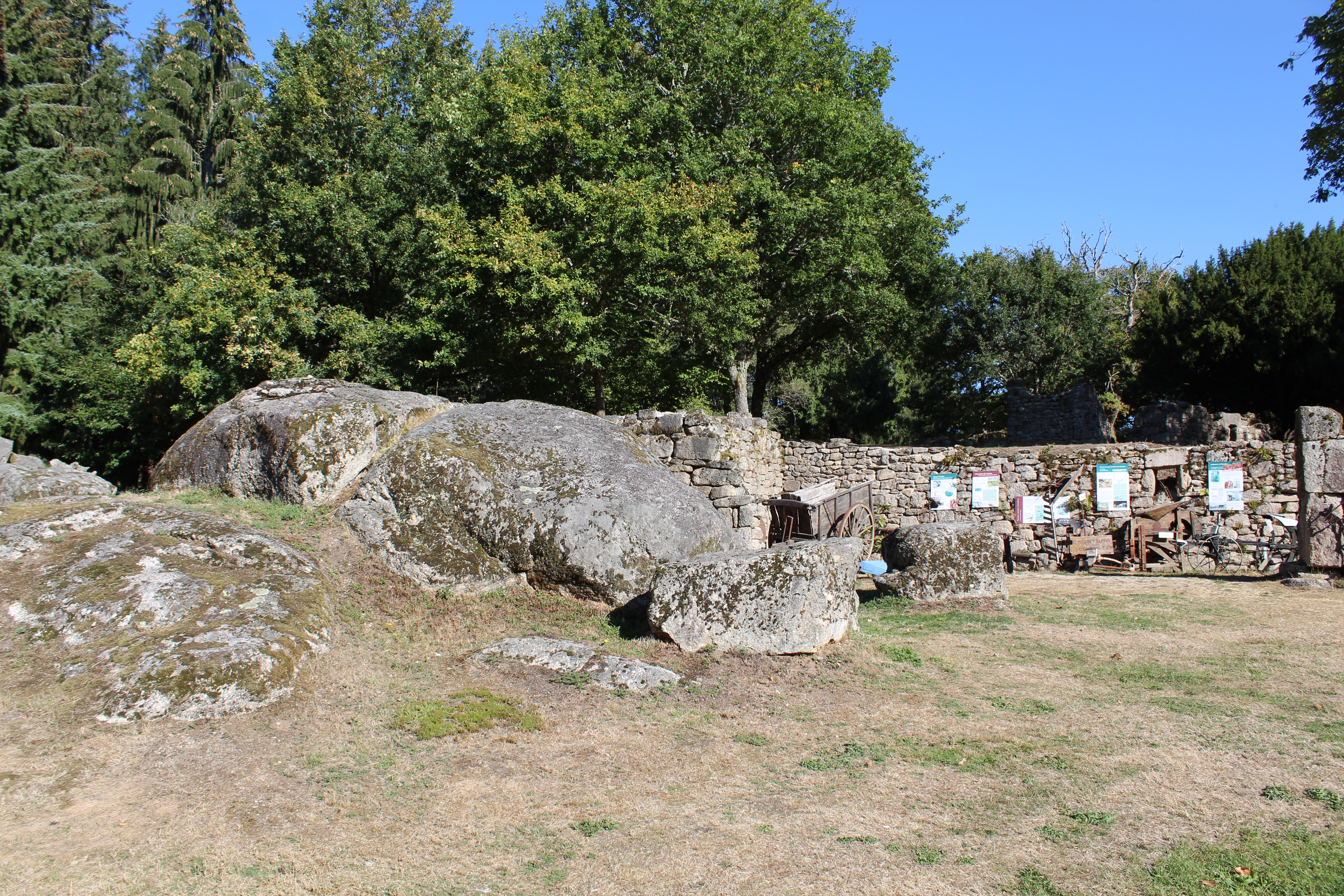
Le chaos rocheux et les ruines d'une habitation transformée en musée.
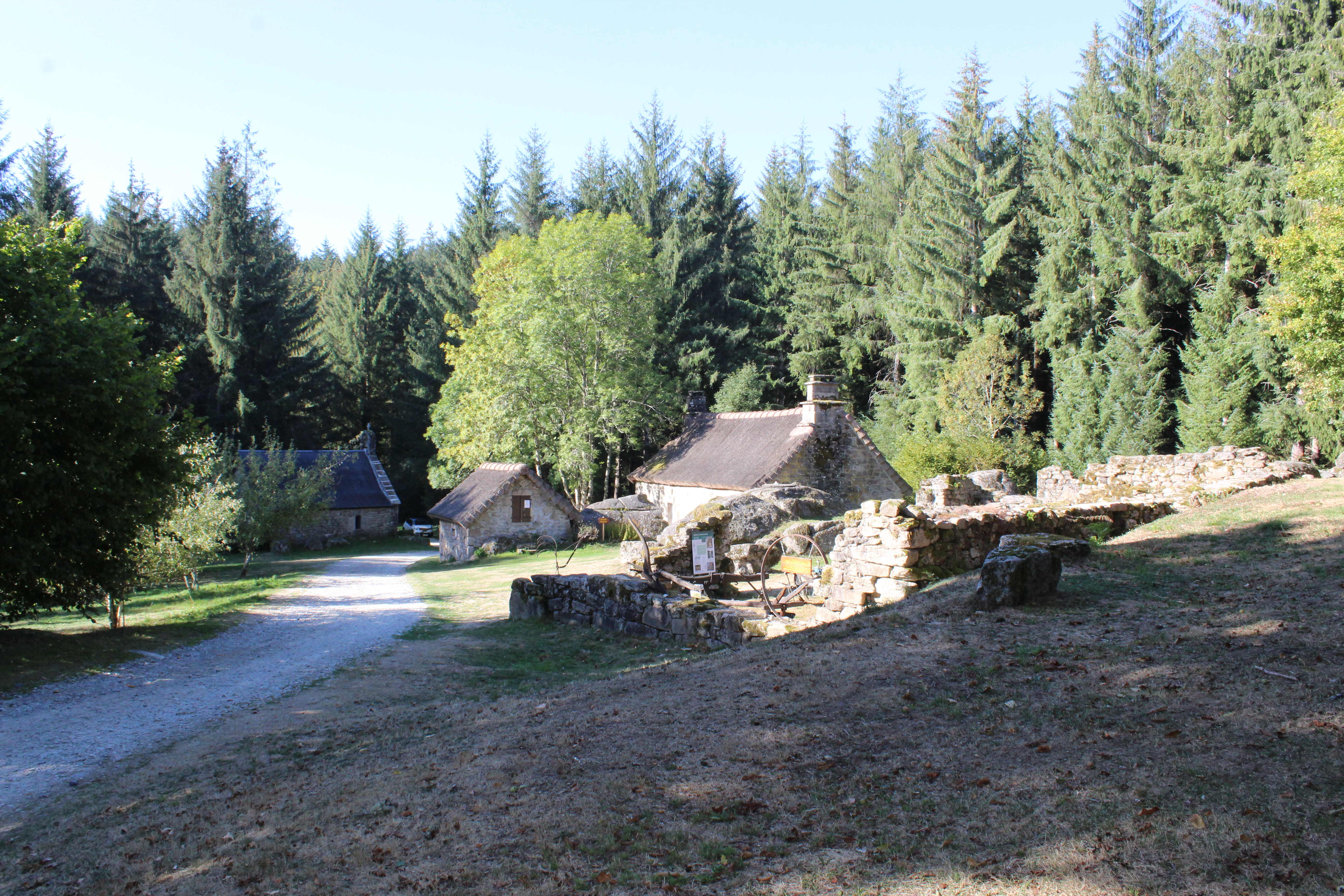
Vue du village.
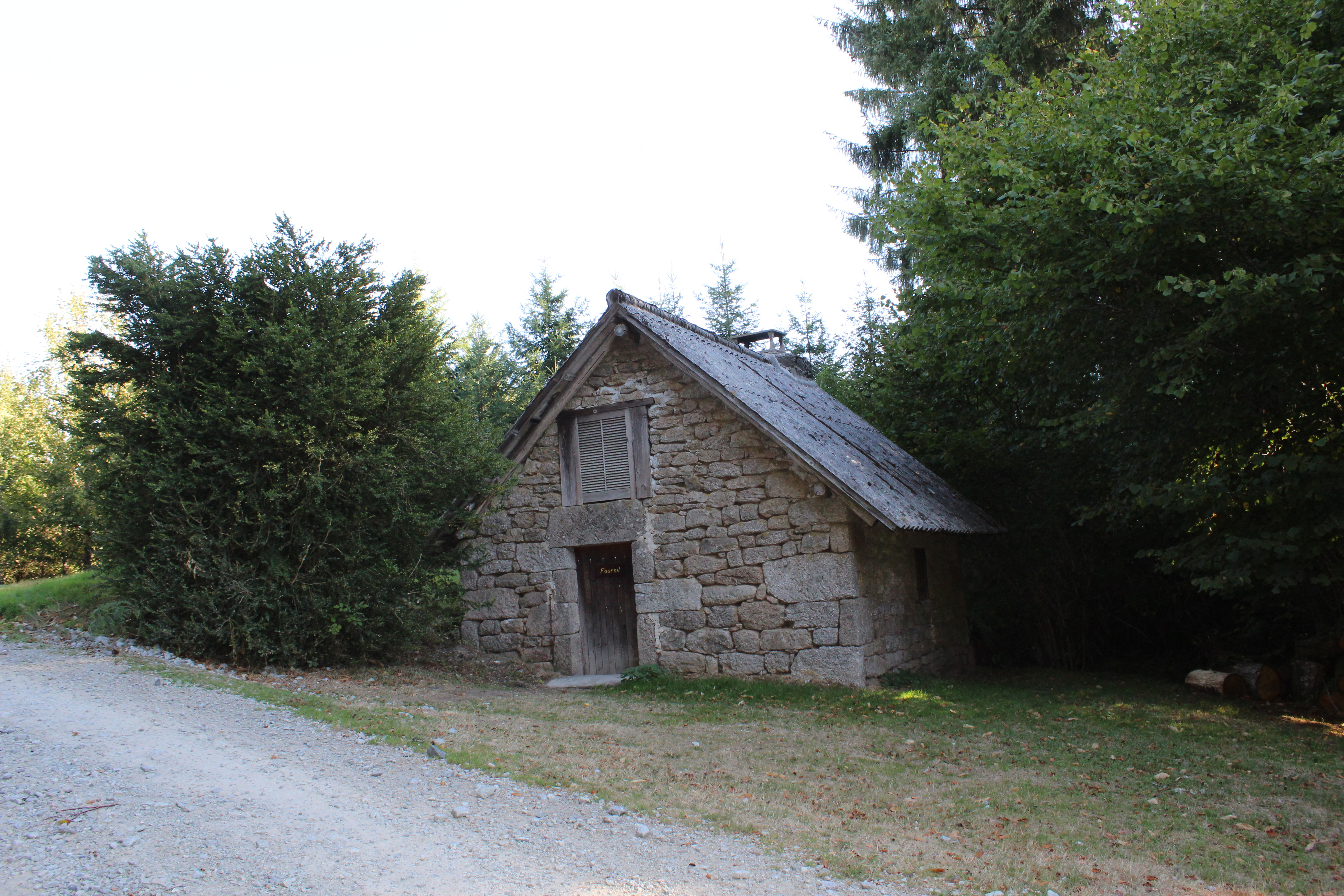
Le fournil.
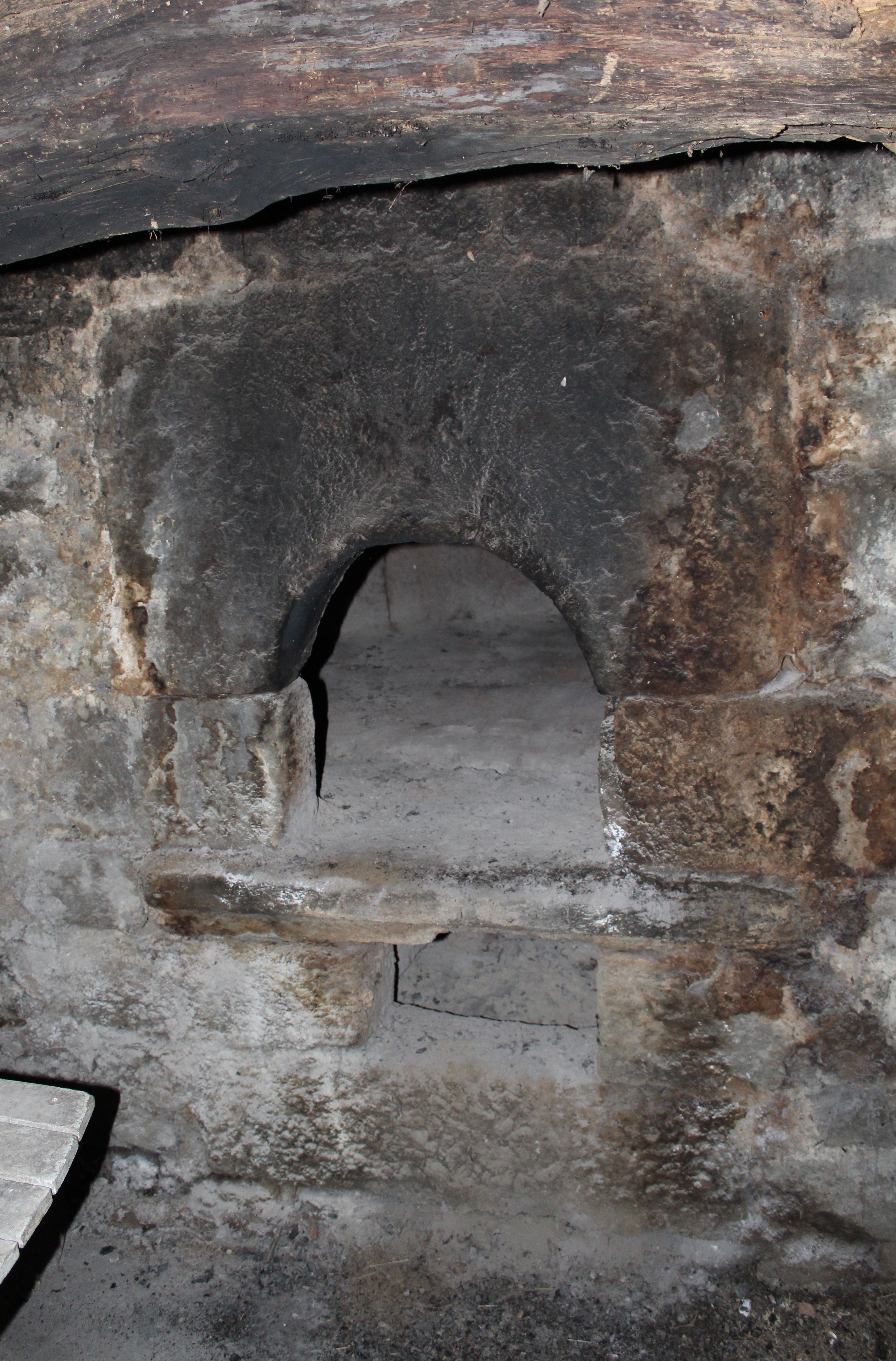
Le four à pain.
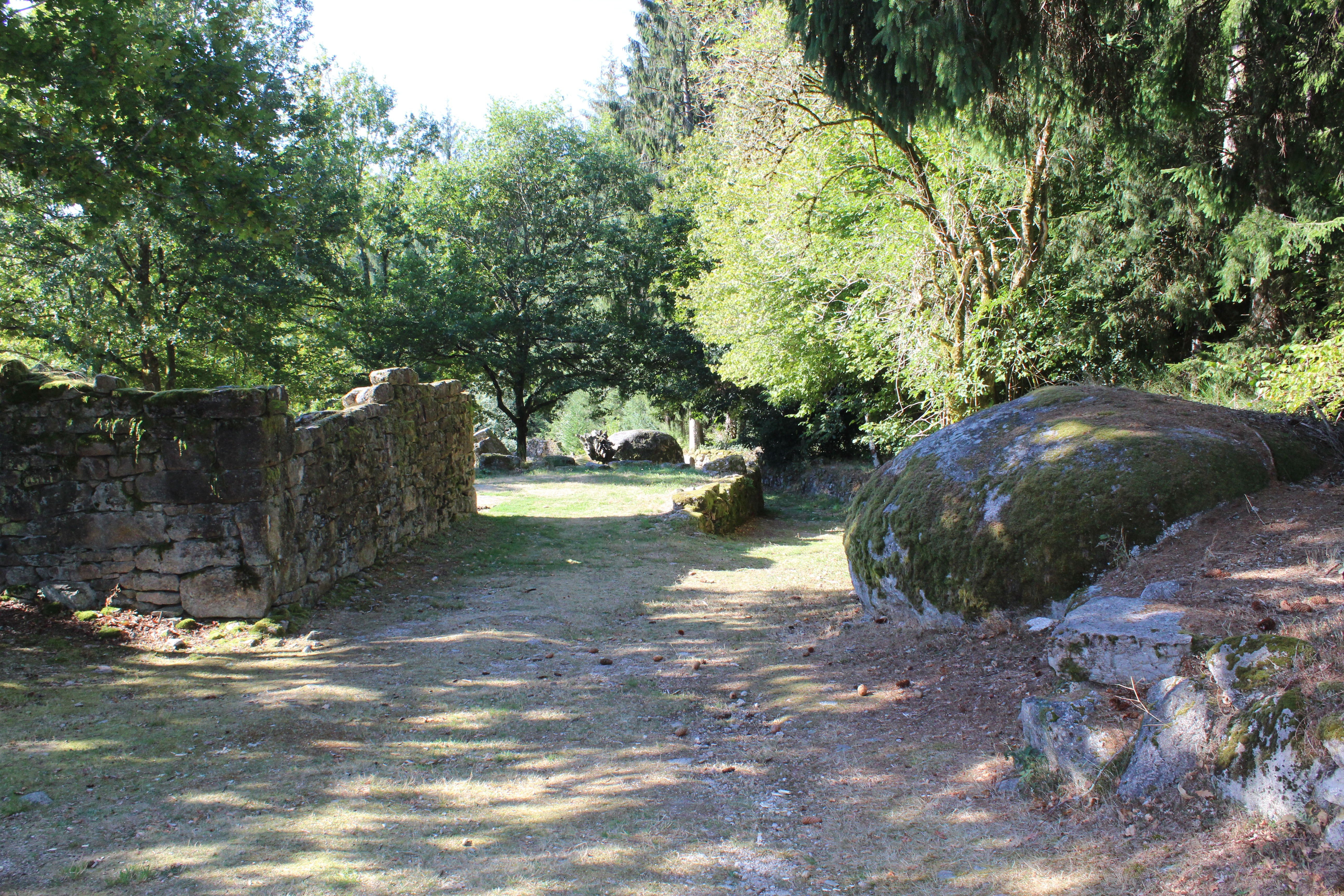
Ancienne rue.